# Nilokeras Scopulus
Nilokeras Scopulus es un largo scopulus (acantilado) en el hemisferio norte del planeta Marte. Está ubicado a lo largo del límite sureste de la meseta de Tempe Terra y forma la pared norte del valle (límite de pared rocosa) de la parte corriente abajo del inmenso sistema de canales de salida de Kasei Valles. El acantilado tiene 765 km de largo y varía de 1 a poco más de 2 km (3300–6600 pies) de altura.
En la mayor parte de su longitud, Nilokeras Scopulus se encuentra entre lat. 31° y 32° N. Tendencia oeste-este, extendiéndose desde aproximadamente largo. 297° a 309° E. La escarpa se curva hacia el norte en el borde este de Tempe Terra, donde el segmento norte de Kasei Valles desemboca en Chryse Planitia y el suroeste de Acidalia Planitia.